# Triggerfinger
Triggerfinger est un groupe belge de rock, originaire de Lierre, en Région flamande. Il assure de nombreux concerts en Belgique, aux Pays-Bas et en France, notamment lors de Festivals (Les nuits de l'Alligator, les Paradis Artificiels, les Nuits secrètes, Nancy Jazz Pulsations...). En 2011, Triggerfinger est récompensé aux Music Industry Awards (Victoires de la musique en Belgique), dans la catégorie « groupe de l'année », et leur batteur Mario Goossens est quant à lui élu « meilleur musicien » (Ruben Block était également proposé dans cette même catégorie).

## Historique

### Débuts (2004–2009)
Le groupe est formé en 1998 à Lierre, près d'Anvers, en Région flamande. Il sort son premier opus, l'homonyme Triggerfinger, en 2004, combinant pop, rock et blues. Depuis leur premier opus, le trio se forge une réputation live impressionnante, avec des concerts d’anthologie au Main Square, au Werchter ou aux Vieilles Charrues. Le groupe connait déjà un succès fulgurant en Belgique, aux Pays-Bas et en Allemagne ; I Follow Rivers est certifié disque d'or en Allemagne, et double disque de platine en Belgique et aux Pays-Bas.
En 2008 sort l’album What Grabs Ya?. À cette occasion, le groupe enchaîne les dates et les festivals européens (Pinkpop, Dour, Pukkelpop, Lowlands, Rock Werchter, Les Nuits secrètes, Les Nuits de l’alligator…).

### All this Dancin’ Around(2010–2013)

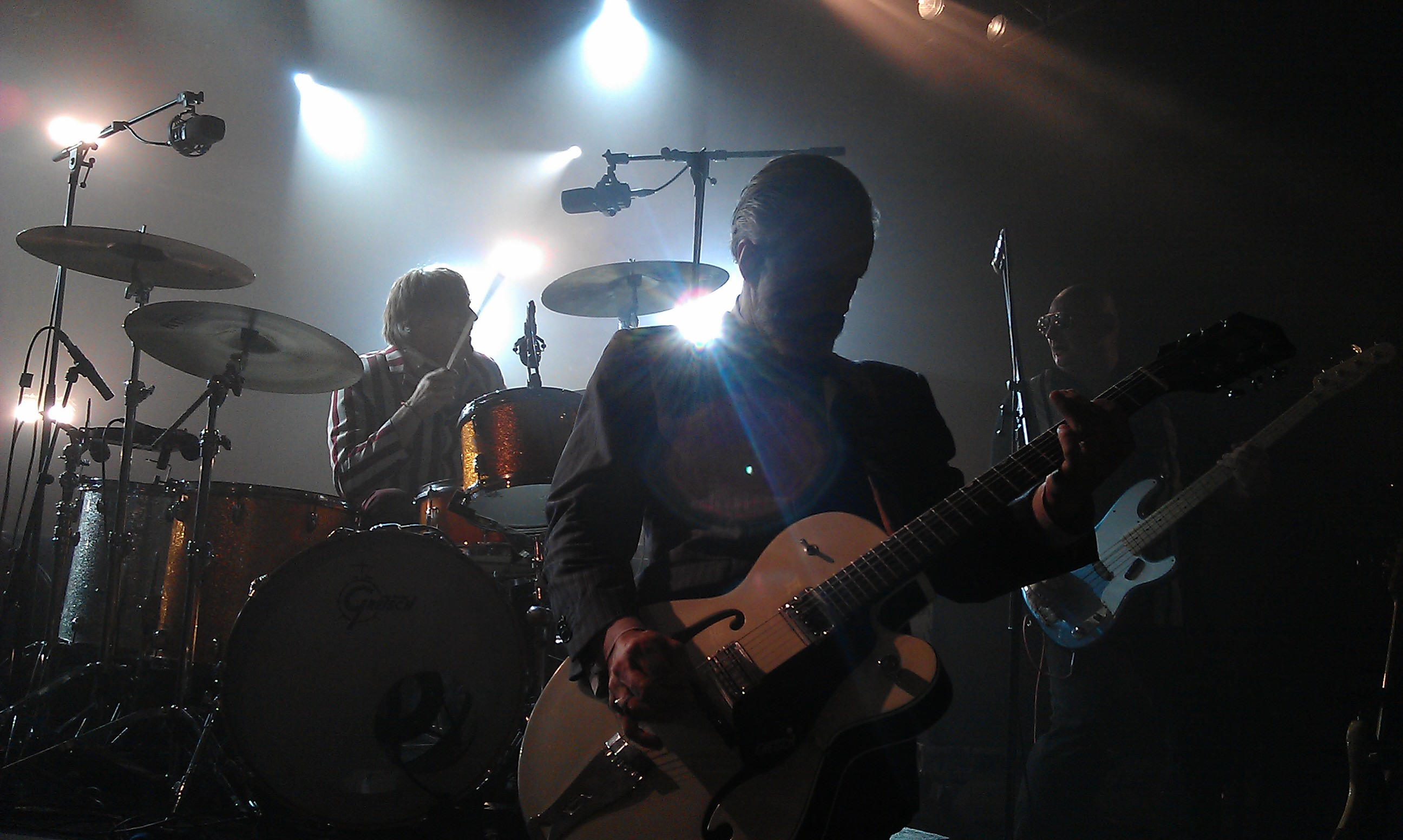
Triggerfinger en concert au Poulpaphone de Boulogne-sur-Mer, en France, en 2012.

En 2010, les activités du groupe se multiplient, Triggerfinger se rapproche du producteur Greg Gordon (Oasis, Slayer, Soulwax) et investit le Sound City Studio de Los Angeles, pour enregistrer son troisième album : All this Dancin’ Around, certifié double disque de platine,. En décembre 2010 pour la sortie de ce dernier opus, le concert affiche complet trois soirs de suite à l’Ancienne Belgique, et réitère l’expérience un peu plus tard au Paradiso à Amsterdam. Ils enchaînent avec les plus belles scènes européennes, dont en France au Rock dans tous ses états, et au Main Square Festival.
En 2011, aux Industry Music Awards, Triggerfinger est sacré « meilleur groupe de l’année »; et Mario Goosens se voit remettre le « prix du meilleur musicien »[réf. nécessaire].
Au début de 2012, le groupe signe avec les labels français Verycords et Veryshow Productions. En avril la même année, à l’occasion d’un live sur la radio hollandaise 3FM, le groupe reprend la chanson I Follow Rivers de la chanteuse suédoise Lykke Li, reprise qui sera classé premier en Belgique. La vidéo affiche rapidement plus de neuf millions de vues sur YouTube (2016). Le single, qui n'est autre que la version live de cette reprise, est ensuite certifié disque d'or en Allemagne et double disque de platine aux Pays-Bas et en Belgique.
En milieu d’année, le groupe sort son second album live, Faders Up 2 et embarque pour une tournée des plus grands festivals européens : Rock im Park, Rock am Ring, Rock-A-Field, Azkena Rock, Getaway Festival, Solidays, Vieilles Charrues, et Love Parade de Solidarité sida. Ils assurent également la première partie des Red Hot Chili Peppers à Nimègue (Pays-Bas) le 28 juin. Durant l'été 2012, il est programmé au festival des Vieilles Charrues, à Carhaix (Finistère), et aux Solidays. Après une tournée des clubs français à l’automne achevée par un Nouveau Casino (Paris) complet, ils sont programmés au festival OÜI FM Bring the Noise au Divan du Monde (Paris). Triggerfinger clôture 2012 par un véritable sacre aux MIA avec quatre récompenses dans les catégories « meilleur groupe scénique », « meilleur groupe », « meilleur groupe alternatif », et « single de l'année ». C'est cette même année (2012) que le groupe se popularise à l'international.

### By Absence of the Sun(2014–2016)

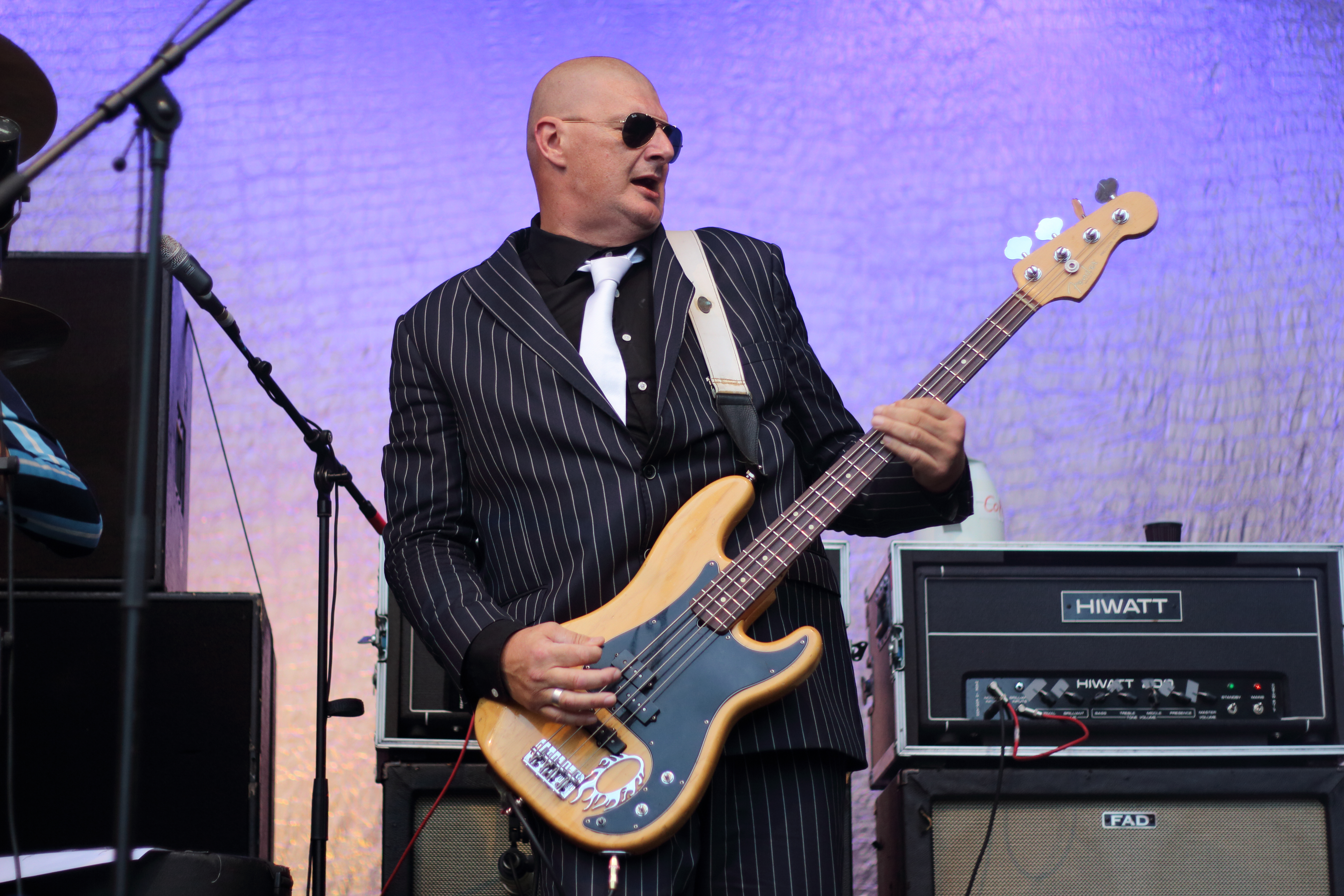
Paul Van Bruystegem au PictureOn Festival en 2014.

Le groupe joue en soutien aux Rolling Stones le 6 juillet 2013 pendant le Barclaycard Summer Time Festival. Le 4 novembre 2013, ils enregistrent leur quatrième album à Los Angeles, By Absence of the Sun, qui est publié le 18 avril 2014. En 2013 et en 2014, le trio repart sur les routes européennes. En juillet 2014, il est programmé au Main Square Festival, à Arras (Pas-de-Calais) ainsi qu'Au Pont du Rock, à Malestroit (Morbihan). Le groupe remplacera également Volbeat lors du festival Le Cabaret vert à Charleville-Mézières en août 2014.
En juin 2015, Triggerfinger se produit sur la scène du Hellfest, à Clisson, en Loire-Atlantique, dans un festival plus axé sur les musiques extrêmes, et ils jouent à nouveau dans ce festival en juin 2023. En juillet 2015, Triggerfinger participent au festival Musilac.

### Colossus(depuis 2017)
En 2017, le groupe signe avec le label Mascot Records et annonce un concert à paris pour novembre la même année. Entretemps, ils complètent un nouvel album. Ce cinquième album studio sort et s'intitule Colossus.

## Reprises
Durant son existence, le groupe a effectué nombre de reprises. Il a notamment repris Man Down de Rihanna, Get Free de Major Lazer, Mercy de Duffy (avec la chanteuse Selah Sue), Au suivant de Jacques Brel, ou encore Sweet Dreams de Eurythmics.

## Membres
- Ruben Block - chant, guitare (ex-Sin Alley, ex-Angelico)
- Paul Van Bruystegem - basse (alias Lange Polle ou Monsieur Paul, ex-Beverly Jo Scott et Wolfbanes)
- Mario Goossens - batterie (Winterville, Hooverphonic, Black Box Revelation)

## Discographie

### Singles
| Titre                   | Date            | Album                   |
| ----------------------- | --------------- | ----------------------- |
| Inner Peace             | 2003            | Triggerfinger           |
| Camaro                  | 2003            | Triggerfinger           |
| Soon                    | 2008            | What Grabs Ya?          |
| Is It                   | 25 mai 2009     | What Grabs Ya?          |
| All This Dancing Around | 11 octobre 2010 | All This Dancing Around |
| Love Lost in Love       | 10 janvier 2011 | All This Dancing Around |
| Let It Ride             | 9 mai 2011      | All This Dancing Around |
| It Hasn't Gone Away     | 22 août 2011    | All This Dancing Around |
| I'm Coming For You      | 9 janvier 2012  | All This Dancing Around |
| Perfect Match           | 26 février 2014 | By Absence of the Sun   |